# グニー (小惑星)
グニー (961 Gunnie) は小惑星帯に位置する小惑星である。ハイデルベルクのケーニッヒシュトゥール天文台でカール・ラインムートによって発見された。
スウェーデンの天文学者 Bror Ansgar Asplind の娘にちなんで命名された。